# Stoh (Riesengebirge)
Der Stoh (Heuschober)  ist ein Berg im östlichen Teil des Riesengebirge-Hauptkamms in Tschechien.

## Lage
Der Stoh liegt etwa 3,5 km östlich von Spindlermühle (tschech. Špindlerův Mlýn, poln. Szpindlerowy Młyn) auf der südlichen Seite des Tals Dlouhý důl (deutsch Langer Grund, manchmal „St.Peter-Tal“). Er ist der erste Gipfel der westlichen Vorgebirge des Riesengebirges und ist etwa 1,5 km vom Zadní Planina (Plattenberg) entfernt. Mit dem südwestlich liegenden Přední Planina ist er über einen flachen Sattel verbunden.

### Nahegelegene Gipfel
| Železný vrch        | Kozí hřbety | Luční hora    |
| Kohlova houština 1) | Kompass     | Zadní Planina |
| Přední planina      | Světlý vrch | Liščí hora    |

1) Markanter Gipfel (876 m) am Eingang des „Langen Grunds“, dem Tal des „Svatopetrský potok“ bei Svatý Petr.

## Namen
Die Form des Gipfels erinnerte an einen „Heuschober“ bzw. Heuhaufen oder Heustock und daher entspricht auch der tschechische Name diesem Bild, denn „Schober“ heißt auf Tschechisch „stoh“.

## Gewässer
Der Nordhang fällt steil in den Langen Grund ab und entwässert in den Svatopetrský potok (auch Dolský potok; deutsch Großgrundwasser, Grundwasser, Klaussenwasser). Am Südhang laufen die Quellbäche der Malé Labe (Kleine Elbe) zusammen und bilden den linken Zufluss der Elbe.

## Flora, Fauna und Naturschutz
Der Stoh liegt auf dem Gebiet des tschechischen Nationalparks Krkonošský národní park (KRNAP), der 1963 zum Schutz gefährdeter Pflanzen- und Tierarten gegründet wurde.
Die oberen Bereiche des Berges sind dicht von Latschen bedeckt. Die ursprünglichen Fichtenwälder an den Hängen wurden weitgehend abgeholzt.
Am Südhang, bei der Streusiedlung Klínové boudy (Keilbauden), deren Gründung auf das Jahr 1676 zurückgeht, sind ausgedehnte Gebirgswiesen zu finden. Hier ist der Lebensraum für verschiedene Schmetterlingsarten wie z. B. dem Riesengebirgsspanner oder dem
Berg-Mohrenfalter und natürlich auch für viele Vogelarten wie Hausrotschwanz, Wiesenpieper und Ringdrossel.

## Tourismus
Am Nordwesthang führen die Liftanlagen des Skizentrums „Svaty Petr“ auf eine Höhe von bis zu 1122 Metern.
Hier sind in der Wintersaison insgesamt vier Sessellifte und elf Schlepplifte in Betrieb.
In der Sommersaison kann von Spindlermühle aus ein blau markierter Wanderweg am Nordhang hinauf zum Liščí hřeben (Fuchsrücken) genommen werden. Hier steht auf dem Sattel zwischen Stoh und dem 100 Meter höheren Zadní Planina die Hütte Výrovka (ehemals Tannenbaude bzw. Geiergucke), eine Bergbaude, zu der auch ein Restaurant gehört. Weitere Berghütten befinden sich in Nähe der oben genannten Klínové boudy.

## Bilder aus der Umgebung

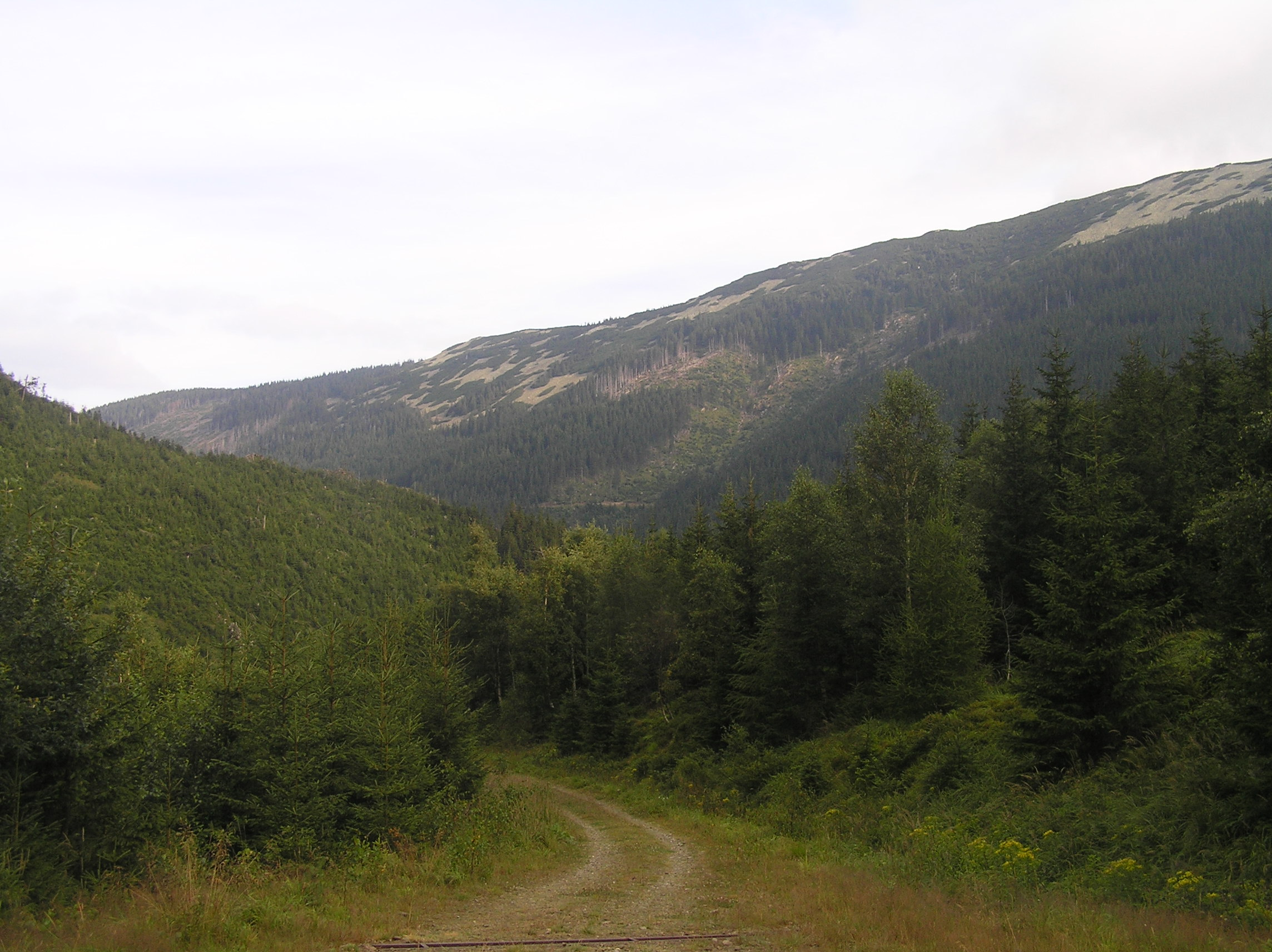
Blick in das Dlouhý důl

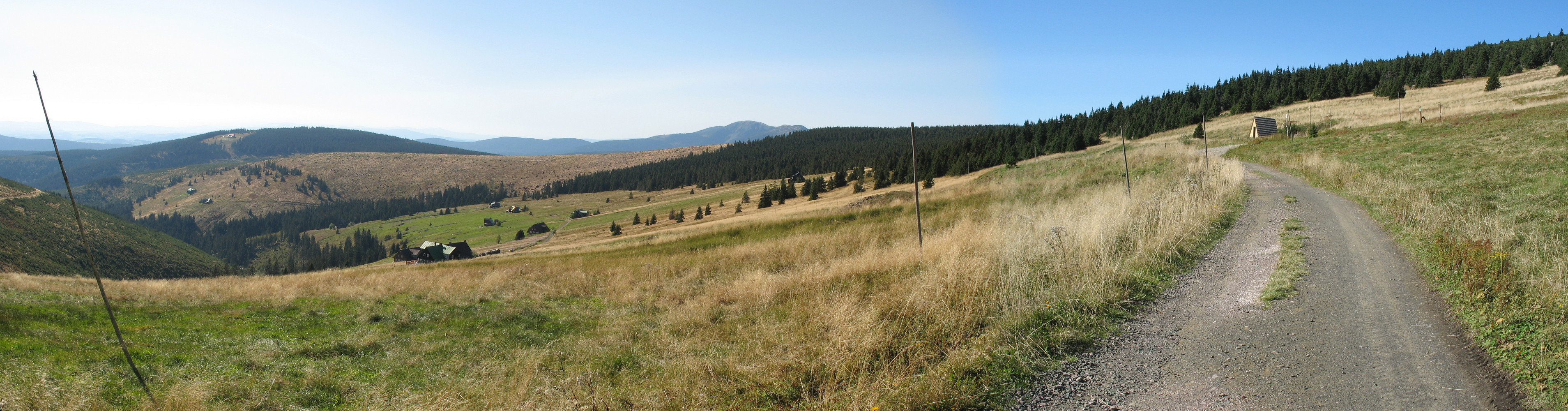
Keilbauden, verstreut in der Wiesenlandschaft am Südhang

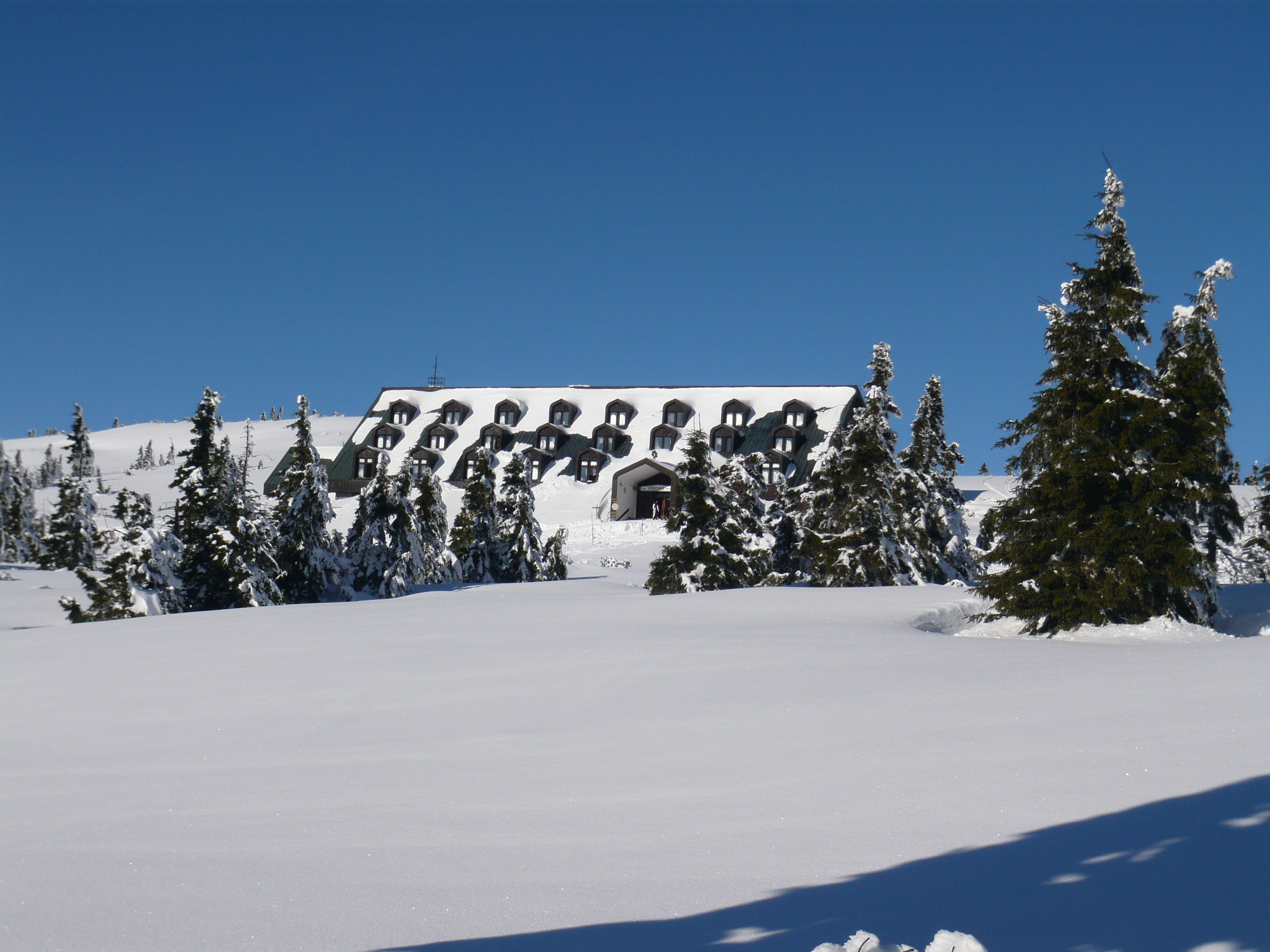
Chata Výrovka im Winter